# Бехерано Портела, Гладис Мария
Гладис Мария Бехерано Портела (исп. Gladys María Bajerano Portela; род. 7 января 1947) — кубинский политический деятель. Заместитель председателя (вице-президент) Государственного Совета Кубы в 2009—2019 годах. Член Коммунистической партии Кубы. Герой Труда Республики Куба (2024).
Бехерано Портела была повышена в 2006 году до должности министра аудита и контроля. До этой должности она была заместителем министра при Лине Олинде Педраса Родригес. Бехерано Портела занимала пост генерального контролера Кубы с 2009 по 2019 год, сменив Хуана Альмейду Боске.
Бехерано Портела также является членом подкомитета Комитета ИНТОСАИ по профессиональным стандартам (PSC), который осуществляет надзор за Международными стандартами высших органов аудита (ISSAI) и Руководством ИНТОСАИ по надлежащему управлению (INTOSAI GOV) She holds a degree and licentiate (equivalent of Bachelor of Arts) in social sciences.. Она имеет степень лиценциата (эквивалент бакалавра искусств) в области социальных наук.

## Биография
Гдадис Мария Бехерано Портела родилась в провинции Пинар-дель-Рио. Она имеет степень доктора в области социальных наук и прошла курсы последипломного образования в области управления, обороны, стратегического планирования и других областей, связанных с экономической деятельностью, менеджментом и социальными коммуникациями. За свою карьеру в различных областях она также получила несколько медалей и лавров.
Служила профессиональным кадром Коммунистической партии Кубы в течение 30 лет, проходя через муниципальные, региональные и провинциальные инстанции в Пинар-дель-Рио и городе Гавана. Она также работала в Орготделе ЦК партии в качестве чиновника и начальника отдела контроля и помощи.
С 1993 по 2001 год Портела исполняла обязанности в Исполнительном комитете Совета министров, где она присутствовала в деятельности и работе административных органов местного самоуправления.
В 2006 году Портела была назначена министром аудита и контроля. До этой должности она занимала должность заместителя министра аудита и контроля при Лине Олинде Педраса Родригес. В 2019 году вице-президент Портела возглавила делегацию на Втором форуме международного сотрудничества «Пояса и пути».